# Vladimir Timošinin
Vladimir Aleksandrovič Timošinin (in russo Владимир Александрович Тимошинин?; Mosca, 12 luglio 1970 – 15 agosto 2023) è stato un tuffatore russo, che gareggiò a livello olimpici per l'URSS nel 1988 a Seul e per la Russia nel 1996 ad Atlanta.
Sua figlia Julija Timošinina è anche lei una tuffatrice.

## Palmarès
- Mondiali

Roma 1994: bronzo nella piattaforma 10 m.
- Europei

Bonn 1989: bronzo nella piattaforma 10 m.
Atene 1991: oro nella piattaforma 10 m.
Vienna 1995: oro nella piattaforma 10 m.
Istanbul 1999: argento nel sincro 10 m.